# Ormsjön, Gästrikland
Ormsjön är en sjö i Hofors kommun i Gästrikland och ingår i Gavleåns huvudavrinningsområde. Sjön är 6,6 meter djup, har en yta på 0,0609 kvadratkilometer och befinner sig 172,2 meter över havet.

## Delavrinningsområde
Ormsjön ingår i det delavrinningsområde (672107-151921) som SMHI kallar för Mynnar i Hyn. Medelhöjden är 185 meter över havet och ytan är 1,33 kvadratkilometer. Det finns inga avrinningsområden uppströms utan avrinningsområdet är högsta punkten. Vattendraget som avvattnar avrinningsområdet har biflödesordning 3, vilket innebär att vattnet flödar genom totalt 3 vattendrag innan det når havet efter 92 kilometer. Avrinningsområdet består mestadels av skog (88 procent). Avrinningsområdet har 0,06 kvadratkilometer vattenytor vilket ger det en sjöprocent på 4,6 procent.